# 贝尔纳·梅纳迪耶
贝尔纳·梅纳迪耶（法語：Bernard Meynadier，1938年4月19日—），法国男子赛艇运动员。他曾代表法国参加世界赛艇锦标赛，获得一枚铜牌。他也曾参加1960年和1964年夏季奥运会。